# Montrevel (Jura)
Montrevel es una localidad y comuna francesa situada en la región de Franco Condado, departamento de Jura, en el distrito de Lons-le-Saunier y cantón de Saint-Julien.

## Demografía
| 117 | 115 | 141 | 113 | 115 | 107 | 3124 |
| Para los censos de 1962 a 1999 la población legal corresponde a la población sin duplicidades (Fuente: INSEE [Consultar]) |     |     |     |     |     |      |